# Faouzia Charfi
Faouzia Charfi (arabe : فوزية الشرفي), de son nom complet Faouzia Farida Charfi, née Rekik le 30 décembre 1941 à Sfax, est une universitaire, physicienne et femme politique tunisienne.
Elle est secrétaire d'État auprès du ministre de l'Enseignement supérieur et de la Recherche scientifique du 17 janvier au 2 mars 2011, au sein du gouvernement de Mohamed Ghannouchi, puis dans celui de Béji Caïd Essebsi.

## Biographie

### Études
Faouzia Charfi obtient son baccalauréat en 1958. En 1963, elle décroche une licence de sciences physiques de la faculté des sciences de Paris puis, en 1976, un doctorat de troisième cycle en physique de la matière condensée auprès de la faculté des sciences de Tunis. En 1984, elle obtient un doctorat d'État en physique des semi-conducteurs de la ladite université.

### Carrière universitaire
Enseignante à l'École normale supérieure de Tunis entre 1964 et 1966 et chercheuse au Commissariat tunisien à l'énergie atomique entre 1967 et 1968, Faouzia Charfi est professeure puis professeure émérite à l'université de Tunis.
Responsable du groupe de recherches de physique des semi-conducteurs au sein de la faculté des sciences de Tunis, elle est directrice de l'Institut préparatoire aux études scientifiques et techniques entre 1995 et 2001 et présidente du Prix international Henri La Fontaine pour l'humanisme en 2021.
Membre de l'Académie tunisienne des sciences, des lettres et des arts,, du bureau directeur de l'International Science, Technology and Innovation Centre for South-South Cooperation et de la Société tunisienne de physique, membre de l’Académie du royaume du Maroc., elle est également professeure invitée dans plusieurs universités étrangères, dont l'École normale supérieure de Cachan,.

### Carrière politique
Sous la présidence de Habib Bourguiba, Faouzia Charfi participe au mouvement clandestin Perspectives, avec son mari Mohamed Charfi.
À la suite de la révolution de 2011, elle est nommée secrétaire d'État auprès du ministre de l'Enseignement supérieur et de la Recherche scientifique dans le gouvernement d'union nationale de Mohamed Ghannouchi puis dans celui de Béji Caïd Essebsi. Personnalité respectée dans les milieux universitaires, elle met en place des réformes de l'enseignement supérieur, notamment l'élection des dirigeants, l'orientation des élèves, les relations avec les entreprises, etc. mais démissionne en mars de la même année, afin de militer pour la liberté en tant que simple membre de la société civile.
La même année, elle déclare que « le projet islamiste est un projet global qui ne vise pas seulement à changer la Constitution, mais toute la société : les femmes, l'éducation et la pensée scientifique », dénonçant par là l'imbrication de mouvements politiques islamistes dans la sphère civile. En 2017, à propos du mythe soutenant que la Terre est plate et qui infiltre l'université, elle s'indigne : « Comment peut-on accepter que l'Université soit non pas l'espace du savoir, de la rigueur scientifique, mais celui de la négation de la science, celui où la science est refusée car non conforme à l'islam ! »,.

### Vie privée
Faouzia Charfi est l'épouse de Mohamed Charfi, militant des droits de l'homme et ancien ministre de l'Éducation décédé en 2008. Ils ont eu ensemble trois filles.

## Distinctions
- Médaille Rammal (France, 1995)[1] ;
- Médaille de l'université libre de Bruxelles (Belgique, 2013)[1] ;
- Prix Zoubeida Bchir (Tunisie, 2014)[1] ;
- Prix Telsa (Monténégro, 2014)[11] ;
- Prix Femmes-Avenir (Espagne, 2016)[12] ;
- Médaille de la chaire de l'Institut du monde arabe (France, 2019)[13].

## Décorations
- Officier de l'ordre tunisien du Mérite (Tunisie, 1995)[14] ;
- Chevalière de la Légion d'honneur (France, 1997)[1] ;
- Commandeure de l'ordre des Palmes académiques (France, 2001)[1].

## Publications
- Électromagnétisme, électrostatique et magnétostatique, Tunis, Centre de publication universitaire, 2009
- La Science voilée : science et islam, Paris, Éditions Odile Jacob, 2013, 224 p. (ISBN 978-2-7381-2989-5)[15].
- Sacrées questions... pour un islam d'aujourd'hui, Paris, Éditions Odile Jacob, 2017, 256 p. (ISBN 978-2-7381-3486-8)[16].
- La science en pays d'islam, Paris, Bayard, 2020, 62 p. (ISBN 978-2-227-49823-5)[17].
- L'islam et la science : en finir avec les compromis, Paris, Éditions Odile Jacob, 2021, 240 p. (ISBN 978-2738156723)[18],[19].